# Пароксетин

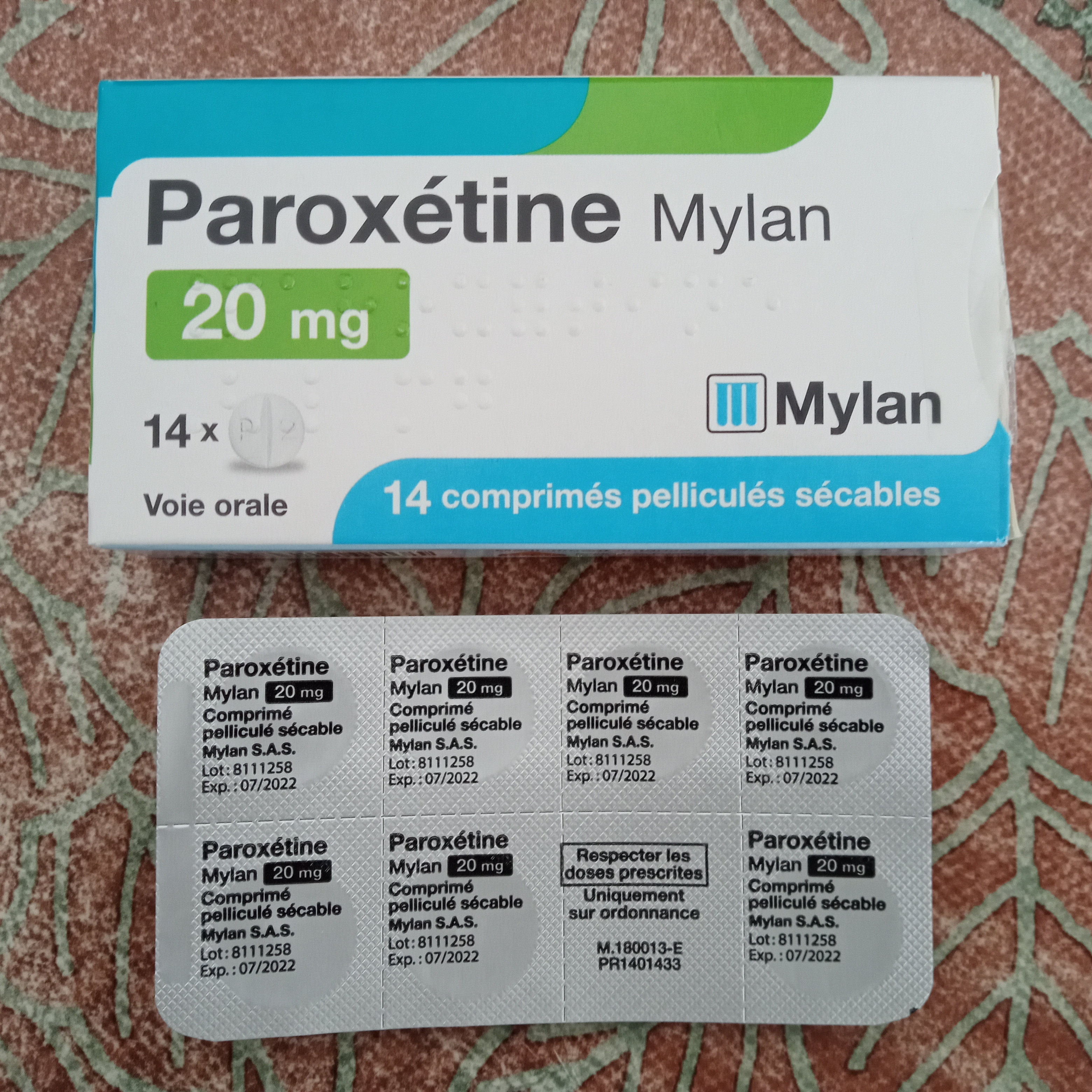
Упаковка пароксетина дозировкой 20 мг.

Пароксети́н — антидепрессант с сильным противотревожным действием, селективный ингибитор обратного захвата серотонина (СИОЗС).
Разработан и запатентован датской фирмой A/S Ferrosan (в Великобритании — в 1973 году, в США — в 1977 году, основание и малеат), в настоящее время в силу истечения сроков патентной защиты перешёл в категорию дженериков, входит в список ЖНВЛП ВОЗ.
Подобным пароксетину, но менее сильным антитревожным действием обладает антидепрессант сертралин.

## Область применения
Применяют при:
- тяжёлых депрессивных расстройствах[3];
- социальных фобиях;
- панических атаках[3];
- ночных кошмарах;
- обсессивно-компульсивном расстройстве[3];
- генерализованном тревожном расстройстве;
- посттравматическом стрессовом расстройстве.

Пароксетин не одобрен для применения при биполярной депрессии.

## Механизм действия
Является наиболее мощным ингибитором обратного захвата серотонина из всех СИОЗС. Обладает слабым, хотя и значительно большим, чем у других антидепрессантов группы СИОЗС, агонизмом к норадреналиновым рецепторам; также обладает малой аффинностью к дофаминергическим и гистаминовым (H1) рецепторам и некоторым сходством с трициклическими антидепрессантами при значительно меньшей способности вызывать характерные для них побочные эффекты со стороны ЦНС и вегетативной нервной системы. Проявляет сродство к мускариновым ацетилхолиновым рецепторам, хоть и в существенно меньшей степени, чем трициклические антидепрессанты, а также малое сродство к α1-, α2- и β-адренергическим рецепторам.
Константы связывания:
- SERT (Ki = 0.08 nM);
- NET (Ki = 56.7 nM);
- DAT (Ki = 573.7 nM).

Наличие у пароксетина холинолитического эффекта приводит к тому, что при его приёме происходит быстрая редукция тревоги и бессонницы, при этом слабее проявляется свойственный группе СИОЗС первоначальный активирующий эффект, менее выражены такие побочные эффекты, как рвота или понос. Соответственно, данный антидепрессант может оказаться предпочтительным при лечении тревожно-фобических нарушений, тревожных депрессий, но будет хуже переноситься, если в структуре депрессивного расстройства присутствует выраженное психическое и двигательное торможение.
Способность пароксетина в высоких дозах ингибировать обратный захват дофамина сближает его с сертралином. Однако, в то время как с влиянием на обратный захват дофамина связывают благоприятное действие сертралина на когнитивные функции, пароксетин, напротив, может вызывать когнитивные нарушения. По-видимому, это обусловлено его достаточно выраженными холинолитическими свойствами и более слабым влиянием на дофаминовые рецепторы по сравнению с сертралином.

## Побочные эффекты
К числу побочных эффектов пароксетина относятся:
Со стороны ЦНС: головная боль, нервозность, парестезии, нарушения сна, бессонница, ажитация, необычные сновидения, тревожность, астения, стимуляция, деперсонализация, депрессия, миоклонус, сонливость, эмоциональная лабильность, тремор, нарушения памяти и концентрации внимания, головокружение, редко — нарушения мышления, акинезия, гиперкинезия, атаксия, судороги, большие эпилептические припадки, параноидные реакции, делирий, эйфория, агрессивность, нистагм, ступор, аутизм, экстрапирамидные расстройства (в частности, акатизия и орофасциальная дистония), в крайне редких случаях галлюцинации.
Со стороны вегетативной нервной системы: повышенное потоотделение, сухость во рту.
Со стороны органов чувств: нарушения аккомодации, расширение зрачков, боль в глазах, шум и боль в ушах, редко — снижение остроты зрения, катаракта, конъюнктивит, глаукома, экзофтальм.
Со стороны сердечно-сосудистой и лимфатической системы: в редких случаях удлинение интервала QT, гипертония, тахикардия, брадикардия, гематомы, гипотония, ортостатическая гипотензия, анемия, лейкопения, лимфаденопатия, пурпура; повышенный риск кровотечений, в особенности при одновременном с пароксетином приёме аспирина, нестероидных противовоспалительных препаратов, варфарина и других антикоагулянтов.
Со стороны эндокринной системы: гиперпролактинемия, развитие сахарного диабета.
Со стороны половой и мочевыделительной системы: сниженное либидо, расстройства мочеиспускания, половые расстройства (включая нарушения эякуляции и импотенцию).
Со стороны пищеварительной системы: тошнота, снижение аппетита, рвота, запор, диарея, клинически значимое повышение веса, диспепсия; в редких случаях гепатотоксический эффект: возрастание уровня трансаминаз, холестатическое и гепатоцеллюлярное поражения.
Со стороны дыхательной системы: респираторные расстройства, ринит, синусит.
Прочие: аллергические реакции, озноб, отёк лица, недомогание, боль в шее, мигрень, обмороки.
При применении пароксетина, в редких случаях даже на терапевтической дозе и чаще всего при сопутствующем использовании триптофана, трамадола, триптана, лития, необратимых ингибиторов МАО или других препаратов, влияющих на обмен серотонина, не исключён риск потенциально смертельно опасного побочного эффекта — серотонинового синдрома.
Пароксетин может индуцировать манию или гипоманию как у пациентов, страдающих униполярным депрессивным расстройством, так и у пациентов с биполярным расстройством.
Возможны, в особенности на первом этапе лечения либо при корректировке дозы вниз или вверх, тревожность, волнение, панические атаки, раздражительность, враждебность, импульсивность, другие необычные изменения в психическом состоянии, усиление депрессии или суицидальных мыслей. Для пароксетина характерен повышенный суицидальный риск у разных возрастных категорий: у молодёжи, у подростков и у взрослых.

### Пароксетин и беременность
Применение СИОЗС во время третьего триместра беременности связано с симптомами отмены у новорождённых, а также с повышенным риском возникновения у них лёгочной гипертензии. Отмечались отдельные случаи церебральных кровотечений у новорождённых, матери которых получали во время беременности СИОЗС.
Возможно развитие у новорождённых, матери которых принимали во время беременности СИОЗС, синдрома плохой адаптации, проявляющегося тремором, повышением мышечного тонуса и периостальных рефлексов, толчкообразными движениями, нарушениями питания или пищеварения, раздражительностью, ажитацией, угнетением дыхания, обратимыми нарушениями сердечной проводимости. Проявления синдрома плохой адаптации могут варьироваться в зависимости от применявшегося во время беременности препарата: в частности, при применении пароксетина возможны обратимые нарушения сердечной проводимости.
По данным исследований, при приёме СИОЗС повышен также риск самопроизвольных абортов и преждевременных родов, повышен риск низкого веса при рождении. Однако, несмотря на ряд данных о возможном негативном влиянии СИОЗС на частоту невынашивания беременности, методологические недостатки препятствуют тому, чтобы считать этот риск доказанным.
Высказывается утверждение, что приём пароксетина в первом триместре беременности повышает риск нарушений развития сердца у плода, хотя эти данные не всегда подтверждаются. Ряду исследований, в которых была выявлена связь между приёмом СИОЗС и пороками развития, были присущи существенные методологические недостатки.
Есть также данные о том, что приём ингибиторов обратного захвата серотонина во время беременности может приводить к нарушениям психического развития у детей, в частности расстройствам аутистического спектра. Приём СИОЗС беременными приводит к повышенному риску развития речевых и языковых расстройств у детей.

### Зависимость и синдром отмены
Систематические исследования пароксетина на животных и людях касательно потенциала злоупотребления, толерантности и способности вызывать физическую зависимость не проводились. Хотя клинические исследования не выявили тенденции к наркотической зависимости, эти наблюдения не были систематическими, и на основе таких ограниченных результатов невозможно сделать выводы, в какой мере действующий на ЦНС препарат вызовет злоупотребления, будет использоваться не по назначению или попадёт на рынок. Таким образом, пациентов необходимо тщательно обследовать на наличие в анамнезе наркотической зависимости, и при её выявлении нужно тщательно наблюдать за пациентами, чтобы выявить использование пароксетина не по назначению или злоупотребление им (например, развитие толерантности, увеличение дозировки, наркотическая зависимость).
Прекращение терапии пароксетином следует производить постепенно по причине риска синдрома отмены, более часто встречающегося, чем у других СИОЗС, и характеризующегося головокружением, головной болью, тошнотой, рвотой, поносом, усталостью, неустойчивостью походки, гриппоподобными симптомами, тревожностью, раздражительностью, бессонницей, вялостью, эмоциональной лабильностью, гипоманией, тремором, лихорадкой и ознобом, в редких случаях парестезиями и зрительными нарушениями.

### Передозировка
Наиболее частые симптомы передозировки пароксетина включают в себя сонливость, кому, тошноту, дрожь, тахикардию, спутанность сознания, рвоту и головокружение; кроме того, могут наблюдаться расширение зрачков, судороги (включая эпилептический статус), дизритмия желудочков, гипертония, агрессивные реакции, обмороки, гипотония, ступор, брадикардия, дистония, рабдомиолиз, дисфункция печени (включая печёночную недостаточность, печёночный некроз, желтуху, гепатит, печёночный стеатоз), серотониновый синдром, маниакальные реакции, миоклонус, острая почечная недостаточность и задержка мочи.
Лечение: промывание желудка и применение активированного угля; обеспечение проводимости дыхательных путей, оксигенация и вентиляция лёгких; отслеживание сердечного ритма и других жизненно важных функций; поддерживающие и симптоматические меры.

## Противопоказания
Сопутствующее лечение ингибиторами МАО, маниакальные состояния, отравления алкоголем, психотропными препаратами и другими лекарственными средствами, почечная, печёночная недостаточность, период грудного вскармливания, гиперчувствительность к препарату, приступ глаукомы, возраст менее 15 лет.
Не рекомендуется для применения в педиатрической практике из-за высокого риска нежелательных клинических исходов, включая аутоагрессивное поведение, возникновение выраженной агрессивности и усиление депрессии, а также для применения во время беременности и зачатия из-за опасности возникновения врождённых пороков развития.

## Меры предосторожности
Пароксетин и другие СИОЗС с осторожностью применяют у больных эпилепсией (необходим тщательный контроль, при развитии припадков лечение прекращают), при одновременном применении ЭСТ, при сердечно-сосудистых заболеваниях. СИОЗС, хотя и незначительно, но могут влиять на концентрацию внимания и координацию — например, при управлении транспортными средствами.
В период лечения пароксетином необходимо отказаться от употребления спиртных напитков.

### При беременности
Во всех руководствах по лечению психических заболеваний даются рекомендации по возможности избегать во время беременности приёма пароксетина. Женщины, принимающие пароксетин, должны отменять его в период планирования беременности. Руководство NICE рекомендует отменять этот препарат в том числе и в случае наступления незапланированной беременности. Но, по мнению ряда экспертов, пароксетин можно продолжать принимать женщинам, которые забеременели на фоне лечения этим препаратом или не желают отказываться от него по причине хорошего терапевтического ответа. Если женщина продолжает принимать этот препарат на раннем сроке беременности, следует провести эхокардиографическое исследование плода.

## Лекарственные взаимодействия
При сочетании пароксетина с антидепрессантами действие обоих препаратов усиливается:506. Сочетания из нескольких антидепрессантов, порой включающие пароксетин, применяют при плохо поддающихся лечению депрессиях. Усиление эффекта обоих препаратов происходит также при сочетании пароксетина с фенотиазиновыми нейролептиками, пропафеноном, флекаинидом, хинидином:507.
Одновременное применение пароксетина и серотонинергических препаратов (трамадол, суматриптан) может привести к усилению серотонинергического эффекта. Отмечено также взаимное усиление действия пароксетина, препаратов лития и триптофана.
Пароксетин не сочетается с необратимыми и обратимыми ингибиторами МАО, триптофаном, варфарином; не рекомендуется сочетать также с нортриптилином, имипрамином, дезипрамином, тразодоном, бупропионом. Во избежание риска серотонинового синдрома следует выдерживать интервал не менее 14 дней после окончания приёма ингибиторов МАО перед началом применения пароксетина, как и после окончания приёма пароксетина перед началом приёма ингибиторов МАО. Кроме того, серотониновый синдром может возникать при сочетании антидепрессантов группы СИОЗС с буспироном, леводопой, растительными антидепрессивными препаратами, содержащими зверобой, с 5-гидрокситриптофаном, S-аденозилметионином (SAM, гептралом) и триптофаном, декстрометорфаном, трамадолом и другими опиоидными анальгетиками, карбамазепином, препаратами лития, метоклопрамидом и некоторыми другими препаратами.
Совместный приём пароксетина с нейролептиками может повышать риск экстрапирамидной симптоматики и злокачественного нейролептического синдрома.
Пароксетин может усиливать выраженность психомоторных нарушений, если он применяется совместно с транквилизаторами бензодиазепинового ряда.
При сочетанном применении пароксетина с атипичными нейролептиками, фенотиазиновыми нейролептиками, трициклическими антидепрессантами, НПВС (в том числе ацетилсалициловой кислотой) возможно нарушение свёртываемости крови.
Усиливает кровоточивость при одновременном приёме с непрямыми антикоагулянтами, антагонистами витамина K:506.
Пароксетин повышает концентрацию (с риском увеличения побочных эффектов) некоторых нейролептиков (клозапин, пимозид, этаперазин и др.), трициклических антидепрессантов, противосудорожных препаратов, барбитуратов, непрямых антикоагулянтов, антиаритмических препаратов 1C, метопролола. Снижает эффект дигоксина:506.
Вальпроат натрия приводит к замедлению метаболизма пароксетина и повышает его концентрацию в крови, циметидин, бета-блокаторы тоже могут повышать концентрацию пароксетина в крови и усиливать риск его побочных эффектов. Барбитураты, фенитоин снижают концентрацию пароксетина в крови.
Пароксетин усиливает эффект алкогольсодержащих препаратов и напитков. Употребление алкоголя пациентами, принимающими пароксетин, строго воспрещается:506.

## Альтернативные препараты
Подобным пароксетину, но менее выраженным действием при меньшей выраженности побочных эффектов обладает антидепрессант сертралин, который также относится к группе СИОЗС.
Альтернативой пароксетину для борьбы с тревогой могут быть транквилизаторы, такие как грандаксин. Пароксетин и сертралин применяют при длительных сильных тревожных расстройствах, таких как панические атаки.
Для борьбы с депрессией без компонента тревоги пароксетину предпочитают более новые антидепрессанты, такие как дулоксетин (Симбалта) и милнаципран (Иксел), поскольку они действуют одновременно на серотонин и норадреналин и вызывают меньше побочных эффектов.

## Критика
В 2006 году представители компании GlaxoSmithKline, производящей препарат, сообщили, что приём пароксетина связан с повышением риска самоубийства. Против компании было выдвинуто несколько десятков судебных исков со стороны пострадавших и членов их семей. Юристам пострадавших сторон удалось получить доступ к внутренней документации компании и сделать на основании её изучения вывод, что GlaxoSmithKline ещё в 1989 году имела сведения о восьмикратном повышении риска самоубийства при приёме её препаратов; однако компания долго замалчивала эти данные.
В 1374 письмах от зрителей (в основном пациентов), полученных Би-би-си после выпущенной ею программы о пароксетине (2002 год), шла речь об актах насилия или самоповреждения, возникших в начале лечения этим препаратом или непосредственно после повышения его дозировки. Как отмечают D. Healy, A. Herxheimer, D. B. Menkes (2006), эти данные нельзя считать лишь отдельными сообщениями, поскольку анализ чётко указывает на связь этих действий с дозировкой; кроме того, самоотчёты об актах насилия предоставлялись пациентами, прежде не склонными к агрессивным действиям.
По некоторым данным, синдром отмены пароксетина может быть настолько стойким, что в этих случаях пациентам приходится снижать дозировку очень медленно. Было обнаружено, что, согласно результатам собственных исследований компании GlaxoSmithKline, синдром отмены возникал у большинства принимавших пароксетин здоровых добровольцев. По данным ВОЗ, у пациентов, принимающих пароксетин, имеются наиболее тяжёлые по сравнению с пациентами, принимающими другие антидепрессанты, проблемы отмены. GlaxoSmithKline длительное время отрицала проблему привыкания к пароксетину. В 2002 году FDA опубликовала предупреждение, а Международная федерация ассоциаций фармацевтических производителей объявила по американскому телевидению о том, что компания GlaxoSmithKline виновна во введении общественности в заблуждение относительно пароксетина. В 2003 году Glaxo мелким шрифтом переписала предыдущие оценки риска реакций отмены в инструкциях с 0,2 % до 25 %.
Систематизированный обзор 29 опубликованных и 11 неопубликованных клинических исследований (авторы обзора — C. Barbui, T. Furukawa, A. Cipriani, 2008) показал, что пароксетин не превосходит плацебо в отношении общей эффективности и переносимости лечения. Данные результаты не были искажены выборочным отбором опубликованных исследований.
Другой обзор, проведённый известным американским психологом Ирвингом Киршем и включивший в себя данные 42 клинических испытаний 6 антидепрессантов, в том числе пароксетина (данные некоторых из этих исследований прежде не публиковались и игнорировались), показал, что разница между препаратами и плацебо в среднем составила лишь 1,8 балла по шкале Гамильтона — разница хоть и значимая статистически, но не имеющая клинического значения. Согласно данным ещё одного исследования, проведённого Киршем с соавторами (метаанализ 35 клинических испытаний 4 антидепрессантов, включая пароксетин), разница между антидепрессантами и плацебо достигала клинического значения лишь при очень тяжёлой депрессии. Результаты исследования Кирша вызвали широкий резонанс и обсуждались как в научных журналах, так и в популярных средствах массовой информации.
Сомнительны также данные относительно эффективности пароксетина у детей и подростков. Так, в 2001 году GlaxoSmithKline опубликовала результаты исследования 329, якобы показавшего, что паксил (сероксат) — эффективное лекарство при применении его в этой возрастной группе. Исследование стало широко известным и цитируемым: к 2010 году его цитировали не менее чем 184 раза. GlaxoSmithKline сообщала даже собственным торговым представителям, что испытание 329 «показало замечательную эффективность». На самом же деле во внутренних документах компании признавалось, что эффективность препарата не доказана. В действительности исследование 329 оказалось отрицательным в отношении эффективности по всем восьми исходам и положительным в демонстрации вреда, однако эти факты были искажены в ходе манипуляции с данными, и опубликованная статья теневого авторства (имевшая целых 22 «автора») в результате представила отчёт о положительных эффектах. Генеральный прокурор штата Нью-Йорк в 2004 году подал в суд на GlaxoSmithKline за обман потребителей в отношении вреда, вызываемого пароксетином, что привело к раскрытию архивов компании в рамках урегулирования дела. Помимо данных о неэффективности пароксетина, обнаружилось, что по меньшей мере восемь детей стали суицидальными при приёме этого препарата, в то время как в группе плацебо — только один. Однако в статье, опубликованной по результатам исследования 329, пять случаев суицидальных мыслей и поведения были определены «как эмоциональная лабильность», а три дополнительных случая суицидальных мыслей и членовредительства названы «госпитализацией».
Четыре из пяти проведённых GlaxoSmithKline исследований действия пароксетина у детей и подростков, не показавшие эффективности пароксетина и продемонстрировавшие возможный повышенный риск суицидальных мыслей и поступков, не были опубликованы. Из-за сокрытия данных по пароксетину, свидетельствовавших о том, что препарат вызывал тяжёлые побочные эффекты у детей, в Великобритании в 2004 году началось беспрецедентное расследование, длившееся четыре года. Это расследование обстоятельств появления на рынке пароксетина было самым крупным из всех, которые проводило в связи с проверкой безопасности лекарств Агентство Великобритании по контролю за оборотом лекарств и медицинских товаров.